# Tőzsér József Gyula
Tőzsér József Gyula (röviden Tőzsér József; Gyergyóalfalu, 1945. január 19. – Csíkszereda, 2013. október 7.) romániai magyar könyvkiadó, vállalkozó.

## Életútja
Római katolikus családban született, atyja Tőzsér Béla, anyja Tőzsér Anna. Középiskolai tanulmányait Gyergyószentmiklóson, főiskolai tanulmányait Kolozsváron végezte. 1962–68-ig Bozonton, majd Gyergyóalfaluban helyettes tanári beosztásban tanított. 1969–76-ig a Hargita megyei Fogyasztási Szövetkezetek Szövetségénél könyvterjesztési szakértőként működött, falusi könyvesbolt- és könyvpostaszolgálat hálózatot szervezett. 1976–93-ig a Hargita megyei Könyvterjesztő Vállalat kereskedelmi részlegét vezette, majd a vállalat kereskedelmi igazgatója lett. 1991-ben Domokos Gézával együtt létrehozta a Kriterion Alapítványt, az Alutus Rt. nyomdavállalatot Csíkszeredában. 1993-ban a budapesti Akadémiai Kiadóval együtt megalapította a csíkszeredai Pallas-Akadémia Könyvkiadót, időközben e vállalkozás teljesen önállóvá vált, s az erdélyi magyar nyelvű könyvek legnagyobb kiadójaként üzemel.

## Családja
1969-ben nősült, felesége Ambrus Rozália tanárnő. Gyermekei: Zsolt (1970) nyomdaipari mérnök, műszaki igazgató; László (1971) nyomdaipari mérnök, nyomdatulajdonos. 1981-ben újranősült, felesége Kozma Mária író, szerkesztő.

## Díjak, elismerések
- 1997. Gyergyóalfalu díszpolgára
- 1998. Pro Urbe-díjjal tüntette ki Csíkszereda Megyei Jogú Város Önkormányzata
- 2003. a Magyar Köztársasági Érdemrend lovagkeresztje
- 2005. az Erdélyi Riport folyóirat Aranyalma-díja
- 2010. Az Erdélyi Magyar Közművelődési Egyesület Szolnay Sándor-díjjal tüntette ki (Kozma Máriával közösen).